# Alloteratura subanalis
Alloteratura subanalis är en insektsart som först beskrevs av Heinrich Hugo Karny 1926.  Alloteratura subanalis ingår i släktet Alloteratura och familjen vårtbitare. Inga underarter finns listade i Catalogue of Life.